# Bajram Omeragić
Bajram Omeragić, en serbe cyrillique Бајрам Омерагић (né le 24 septembre 1960), est un homme politique serbe. Il dirige le Parti social-libéral du Sandžak.
Aux élections législatives serbes de 2007, Bajram Omeragić été élu député au Parlement de Serbie.